# Smurfs (filme)
Smurfs (prt: Smurfs: O Grande Filme) é um filme musical de fantasia em live-action e animação, baseado na série de quadrinhos Os Smurfs, criada pelo artista belga Peyo. Um reboot da franquia cinematográfica, o longa é dirigido por Chris Miller e codirigido por Matt Landon, com roteiro de Pam Brady. O elenco conta com Rihanna na voz de Smurfette, além de um time de dublagem que inclui Nick Offerman, Natasha Lyonne, JP Karliak(en), Dan Levy, Amy Sedaris, Nick Kroll, James Corden, Octavia Spencer, Hannah Waddingham, Sandra Oh, Alex Winter, Billie Lourd, Xolo Maridueña, Kurt Russell e John Goodman.
Em fevereiro de 2022, foi anunciado que a LAFIG Belgium e a IMPS (atualmente conhecida como Peyo Company), detentoras da marca Os Smurfs, haviam firmado uma parceria com a Paramount Animation para a produção de múltiplos filmes animados, sendo o primeiro um musical. Pam Brady foi contratada para escrever o roteiro, com a produção prevista para começar ainda naquele ano. Em junho de 2022, Miller foi escolhido como diretor e, em abril de 2023, Rihanna se juntou ao projeto como dubladora e produtora, além de compor e gravar músicas originais para o filme. A animação ficou a cargo do estúdio Cinesite.
Smurfs estreou nos cinemas do Brasil e Portugal para 17 de julho de 2025, distribuído pela Paramount Pictures. O filme foi mal recebido pela crítica especializada.

## Premissa
| “ | Quando o Papai Smurf é misteriosamente levado pelos malvados feiticeiros Gargamel e seu irmão Razamel, a Smurfette lidera os Smurfs em uma missão no mundo real para salvá-lo. Com a ajuda de novos amigos, os Smurfs precisam descobrir o que define o destino deles para salvar o universo. | ” |
|   | — Paramount Pictures, . |   |

## Elenco
- Rihanna como Smurfette
- John Goodman como Papai Smurf[9]
- Nick Offerman como Ken, irmão de Papai Smurf
- Natasha Lyonne como Mamãe Poot
- JP Karliak em dois papeis como:
  - Gargamel, um feiticeiro maligno determinado a capturar os Smurfs
  - Razamel, irmão de Gargamel
- James Corden como Sem Nome, um Smurf sem nome.

Além disso, Natasha Lyonne, Dan Levy, Amy Sedaris, Nick Kroll, Octavia Spencer, Hannah Waddingham, Alex Winter, Billie Lourd, Xolo Maridueña, Kurt Russell e Maya Erskine foram escalados para papéis divulgados.

## Produção

### Desenvolvimento
Em 1997, o produtor Jordan Kerner enviou a primeira "de uma série de cartas" para a agência de licenciamento de Os Smurfs, Lafig Belgium, expressando interesse em fazer um longa-metragem da franquia. Inicialmente, os licenciadores estavam preocupados com a história que o produtor iria contar, já que Kerner optou por não revelá-la, mas quando o rascunho da adaptação cinematográfica de Kerner de Charlotte's Web foi lido pelos herdeiros de Peyo em 2002, eles aceitariam a oferta de Kerner. A filha de Peyo, Véronique Culliford, e sua família pretendiam fazer um filme dos Smurfs há algum tempo e afirmaram que Kerner foi a primeira pessoa a propor um filme que compartilhasse sua "visão e entusiasmo".
Em julho de 2005, foi anunciado que a Paramount Pictures havia adquirido os direitos para uma adaptação de Os Smurfs, e que seria um filme 3D de animação digital produzido por Kerner e a Nickelodeon Movies, com o roteiro a ser escrito por Herb Ratner. Os produtores haviam concebido o projeto como uma trilogia e pretendiam lançar o primeiro filme em 2008, para coincidir com o 50º aniversário da franquia.
Em novembro de 2006, Kerner disse que passou um tempo pesquisando extensivamente a série de TV dos anos 1980, assistindo todos os episódios inúmeras vezes, e planejou tapar todos os buracos na trama. O primeiro filme teria abordado a origem dos Smurfs, a sequência focaria na história de fundo do mago Gargamel e seu castelo, as origens da Sopa de Smurfs, e o terceiro filme teria focado na origem de como os Smurfs e Gargamel entraram em conflito um com o outro. Em fevereiro de 2008, imagens do processo de animação foram exibidas durante o Happy Smurfday Euro Tour.
No entanto, após Brad Grey ter se tornado o CEO da Paramount, o estúdio perdeu interesse no projeto. Em junho de 2008, a Columbia Pictures e a Sony Pictures Animation adquiriram os direitos do filme, que o acabou lançando com um novo roteiro em 2011, gerando uma sequência e um reboot.
Em 2020, durante o desenvolvimento da série de TV, The Smurfs, foi relatado que os direitos de transmissão foram adquiridos pela Nickelodeon para vários de seus canais ao redor do mundo.
Depois que os direitos de transmissão foram adquiridos, foi anunciado em fevereiro de 2022 que vários longas-metragens dos Smurfs seriam produzidos pela Nickelodeon Animation Studio e a Paramount Animation, depois de um acordo com a LAFIG e a IMPS, com o primeiro sendo um musical que seria escrito por Pam Brady.
Em 14 de junho de 2022, foi anunciado que Chris Miller, diretor de Gato de Botas (2011), seria o diretor do filme. Em abril de 2023, Matt Landon foi anunciado como codiretor e foi dito que o filme abordaria questões sobre identidade e o que é um Smurf.

### Escalação do elenco
Em abril de 2023, foi anunciado que a cantora Rihanna dublaria Smurfette no filme, além de compor canções originais e produzir junto de Ryan Harris, Jay Brown e Tyran Smith, com o título revelado como The Smurfs Movie. Em abril de 2024, Nick Offerman, Natasha Lyonne, JP Karliak, Dan Levy, Amy Sedaris, Nick Kroll, James Corden, Octavia Spencer, Hannah Waddingham, Sandra Oh, Alex Winter, Billie Lourd, Xolo Maridueña, Kurt Russell e John Goodman foram adicionados ao elenco.

### Animação
Em fevereiro de 2023, foi anunciado que o estúdio Cinesite iria fornercer a animação do filme, já tendo trabalhado com os estúdios em As Tartarugas Ninja: Caos Mutante.
Em junho de 2024, Miller anunciou no Festival de Cinema de Animação de Annecy, que o visual do filme seria fiel aos quadrinhos, com o estilo de animação sendo "divertido e dinâmico".

## Lançamento
Smurfs estreou em 18 de julho de 2025 nos Estados Unidos, pela Paramount Pictures. Foi provisoriamente agendado para 20 de dezembro de 2024 e 14 de fevereiro de 2025. O primeiro trailer do filme foi lançado em 6 de fevereiro de 2025, com um novo título, Smurfs.
No Brasil e em Portugal, a estreia do filme foi no dia 17 de julho de 2025, com distribuição da Paramount Pictures.